# (79125) 1990 SZ4
(79125) 1990 SZ4 là một tiểu hành tinh vành đai chính. Nó được phát hiện bởi Eric Walter Elst ở Đài thiên văn La Silla ở Chile ngày 22 tháng 9 năm 1990.